# Born a Man / Big Chance
A Born a Man / Big Chance a Bee Gees utolsó olyan kislemeze, ahol még nem tagja az együttesnek Vince Melouney, a későbbi Bee Gees sikersorozat egyik meghatározó tagja.

## Közreműködők
- Barry Gibb – ének, gitár
- Robin Gibb – ének
- Maurice Gibb – ének,  gitár, zongora
- John Robinson – basszusgitár
- Russell Barnsley – basszusgitár
- Colin Petersen – dob
- Steve Kipner – vokál
- hangmérnök – Ossie Byrne

## A lemez dalai
Born a Man  (Barry Gibb) (1966), mono 3:10, ének: Barry Gibb

Big Chance  (Barry Gibb) (1966), mono 1:40, ének: Robin Gibb, Barry Gibb